# Стратифікований многовид
Стратифікований многовид — множина в топологічному просторі, що є об'єднанням скінченного числа попарно неперетинних гладких многовидів (званих стратами) різних розмірностей, якщо при цьому замикання кожного страта складається з нього самого і скінченного числа страт менших розмірностей.

## Приклади
- Конус в тривимірному просторі. Складається з об'єднання двох двовимірних страт (двох половин конуса з вирізаною вершиною) і нуль-мірного страта (самої вершини).

- Пара площин, що перетинаються у тривимірному просторі. Складається з чотирьох двовимірних страт (відкритих напівплощин) і одного одновимірного страта (пряма перетину).

- Хвіст ластівки. Складається з страт розмірностей 2, 1 і 0.

- Множина {\displaystyle M} в просторі матриць типу {\displaystyle (m,n)}, що складається з матриць, ранг яких менше максимального значення {\displaystyle r_{\max }=\min\{m,n\}}. Страти {\displaystyle M} відповідають значенням {\displaystyle r=0,\ldots ,r_{\max }-1,} їх розмірності визначаються формулою добутку корангів.